# 김세종
김세종(金世宗)은 조선시대의 판소리 명창이다. 전남 담양에서 태어났으며, 서편제의 거장이다. 박유전의 직계로 성량이 거대하고 기법이 출중하여 당대 제1인자였으며, 《춘향가》로 대원군의 총애를 받았다. 